# Гіюр

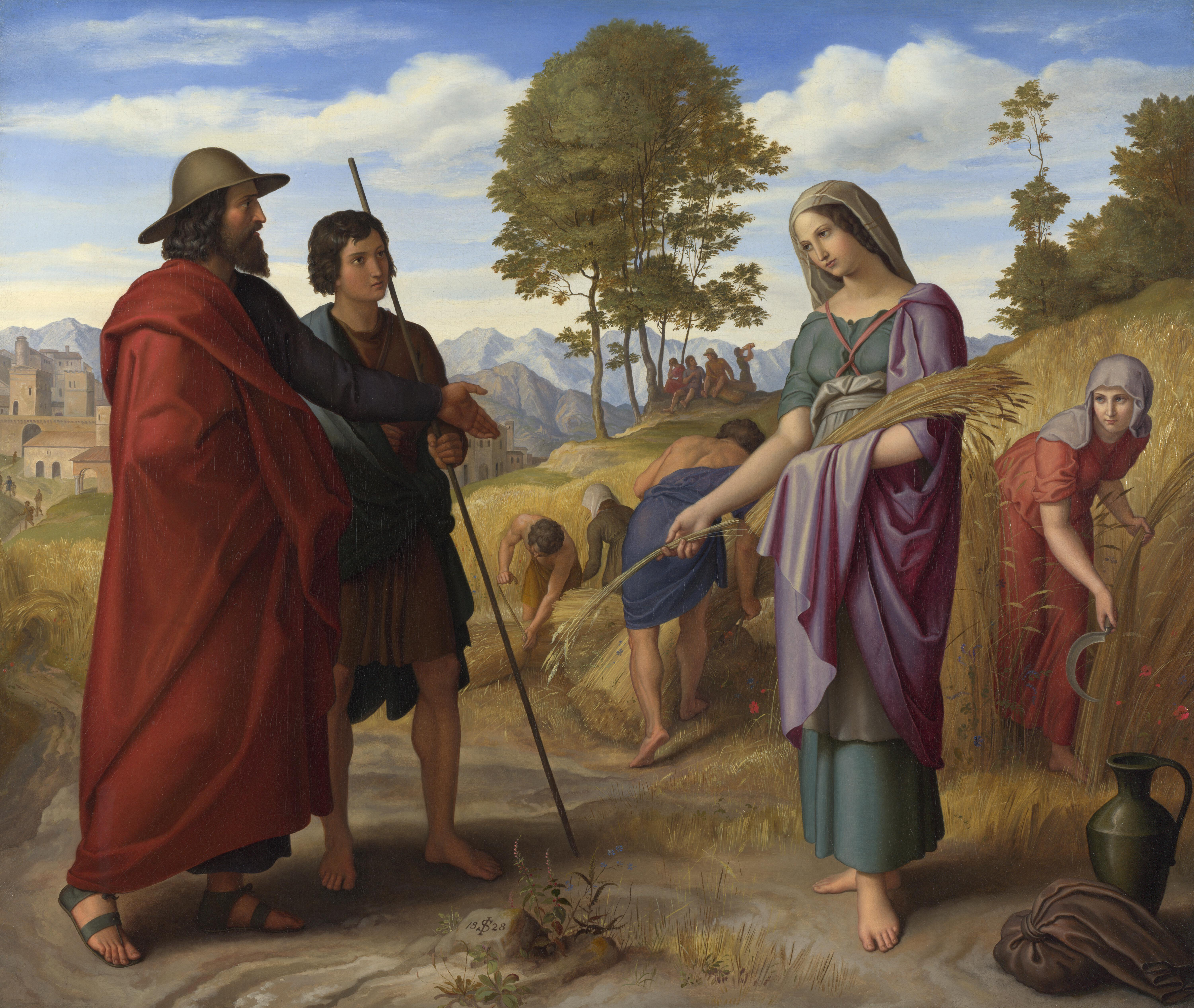
Четверта неєврейська жінка (після Аснат, Ціппори й Рахав), що увірувала Бога — Рут, моавитянка

Ґію́р (івр. גִּיּוּר) — навернення неєврея в юдаїзм, а також пов'язаний із цим обряд.
Ґіюр сходить до навернення у віру Мойсея (Моше) його тестя — Їтро, та Рут. Також у Талмуді й пізніших кодексах формалізується процедура прозелітизму. Кандидат мусить взяти на себе «ярмо» всіх 613 заповідей Тори перед судом із трьох суддів. Якщо кандидат — чоловік, йому робиться обрізання, а після загоєння занурення в мікву завершує процедуру. Жінка тільки занурюється в мікву.
У давній час кандидат також складав жертву в Єрусалимському храмі. Якщо кандидат уже обрізаний, відбувається замінний ритуал — витягання краплини крові шляхом уколювання.

## Термінологія
Слово ger походить від єврейського дієслова lagur (לגור‎), що означає «перебувати» або «перебувати [з]». У єврейській Біблії гер визначається як «іноземець» або «прибулець». Рабин Марк Анхель пише:
|  | Єврейське гер (у післябіблійні часи перекладається як «прозеліт») буквально означає «мешканець» і стосується неізраїльтянина, який жив серед ізраїльської громади. Коли Тора наказує співчуття та рівну справедливість для герів, вона має на увазі цих «мешканців». Рабинська традиція тлумачила слово ger як прозелітів...» |

Пояснення ангела буквального значення «гер» як прибульця підтверджується в біблійних віршах, таких як Лев 19:34 :
|  | Чужинець, що мешкає з вами, буде вам, як тубільцем між вами, і любіть його, як самого себе, бо ви були приходьками в єгипетській землі. Я Господь, Бог ваш! |